# BB&T Center
Il BB&T Center, precedentemente conosciuto come Broward County Civic Arena (1998), National Car Rental Center (1998-2002), Office Depot Center (2002-2005) e BankAtlantic Center (2005-2012), è un'arena coperta situata a Sunrise, Florida, un sobborgo di Fort Lauderdale. Venne inaugurato il 3 ottobre 1998 con un concerto della cantante canadese Céline Dion.
Ospita le partite dei Florida Panthers della NHL; in passato era l'arena di casa dei Florida Pit Bulls della ABA, dei Florida Bobcats della AFL e dei Florida ThunderCats della NPSL.

## Eventi importanti
- 11 luglio 1999 - WCW Bash at the Beach
- 12 dicembre 1999 - WWE Armageddon
- giugno 2001 - NHL Entry Draft
- 13 luglio 2002 - Concerto Britney Spears per una tappa del dream within a dream tour
- 2 febbraio 2003 - NHL All-Star Game
- 11 febbraio 2006 - ABA All-Star Game
- 26 aprile 2008 - Un concerto dei Bon Jovi viene ritardato di circa 3 ore per un allarme bomba
- 2 aprile 2009 - Concerto degli Iron Maiden per la seconda parte del Somewhere Back In Time Tour
- 4 maggio 2014 - Concerto di Lady Gaga per la prima tappa dell'ArtRave: The Artpop Ball